# 古岡秀人
古岡 秀人（ふるおか ひでと、1908年12月15日 - 1994年5月17日）は、福岡県出身の編集者、出版事業家。学習研究社（現・学研ホールディングス）創業者、同代表取締役社長。

## 来歴
筑豊炭田の監督の息子として生まれ、5歳の時に坑内事故で父を失う。父は五木寛之の父と友人同士で、その関係から五木は古岡を「おやじさん」と呼び習わしていた。
母子家庭で苦労して育ち、1928年、小倉師範学校（現福岡教育大学）を卒業。小学校で教師を務める傍ら、旧制高等学校国漢科教授登用試験を受けるも不合格となったため、1935年に小学館へ入社し、相賀武夫のもとで働く。宣伝・営業部門を担当した後『小学三年生』編集部に入り、頭角をあらわす。
やがて婦人雑誌編集に興味を持つに至り、1938年に主婦の友社へ移ったが1ヶ月で退社。1946年1月1日、東京都大田区南千束で学習研究社を創業。当時の社員は男性5名、女性2名。創業資金は貞夫人（1979年1月逝去）が米の買占めによる利益で賄った。1947年、株式会社に改組。小学館の学習雑誌の成功を見習って「五年・六年の学習」を創刊し、成功を収める。
1980年6月、父を亡くした子供のための財団法人古岡奨学会を、私財10億円に基づいて設立。
1982年、学習研究社を二部上場させるが、実績を高く評価され、1984年、一部に指定変更となる。
社員数が2000名を突破してからも、合計80誌に及ぶ雑誌やあらゆる単行本の企画に関わりつづけ、大プロデューサーと呼ばれた。

## プライベート
日本中央競馬会（JRA）の馬主としても知られており、日本国外でも競走馬を所有していた。
後に競走馬を管理する有限会社貞文（ていぶん）を創立し、一部の競走馬を同社の所有に変更するも、それから10年もしないうちに死没した。
中央競馬での勝負服の登録服色は「黄、赤襷、黒袖赤縦縞」。

### 主な所有馬
- レジェンドテイオー（後に個人名義より貞文名義に変更）
- カゲマル（同上）
- ステージチャンプ（現役中に古岡が死去したため、後に吉田和子（吉田善哉の妻）所有となった）
- シェイディハイツ/Shady Heights （本邦輸入種牡馬）
- テイオージャ（東京障害特別・秋、東京優駿3着）

## 伝記
- 岡本文良『望洋 古岡秀人伝』古岡秀人伝編集委員会 編. 学習研究社, 1994.4